# InformNapalm

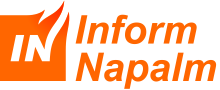
InformNapalms logotyp

InformNapalm är en ukrainsk nyhetsresurs som avslöjar rysk militär intervention i Ukraina, Syrien, Georgien och andra länder. För att nå omvärlden har webbplatsens artiklar översatts till flera språk, inklusive norska, danska, turkiska, tyska och engelska. Webbplatsen skapades i början av 2014 när ryska trupper attackerade östra Ukraina och Krim. InformNapalm har bland annat genomfört en OSINT-undersökning om det nedskjutna Malaysia Airlines MH17. Dessutom har informationskollektivet tagit fram en databas över ryska militära enheter som kämpar i Ukraina, samt en lista över militära symboler.  
Roman Burko, som startade webbplatsen, har sagt att de första volontärerna kom från Krim och Georgien. Sedan kom andra från ockuperade Donbas, från de regeringskontrollerade områdena i Ukraina och resten av världen. InformNapalms artiklar är baserade på OSINT-studier från öppna källor, inklusive sociala nätverk. InformNapalm har ett brett nätverk av insiders i de ockuperade delarna av östra Ukraina och Krimhalvön. Dessa observerar och informerar om ryska vapen och trupprörelser. Efter att Ryssland började sitt militära engagemang i det syriska inbördeskriget började InformNapalm publicera personuppgifter om rysk militär personal inblandad i operationen.